# 任少波
任少波（1965年4月—），浙江新昌人，毕业于浙江大学，经济学博士，现任浙江大学党委书记。

## 生平
任少波于1984年从浙江大学土木工程学系建筑结构工程本科毕业。本科毕业后，于1984年7月进入浙江大学党委宣传部校刊编辑部担任编辑。1986年4月起，历任浙江大学电教新闻中心新闻编辑部编辑、副主任、主任，其间于1990年6月获得浙江大学经济学硕士学位。
1993年11月，出任浙江大学党委宣传部副部长。2000年9月，任少波调任浙江大学校长办公室副主任，并于2004年1月至6月赴美国瓦尔帕莱索大学担任访问学者。2005年7月，他升任浙江大学校长办公室主任；2007年6月，兼任浙江大学校长助理。2009年2月，任浙江大学党委常委、组织部部长；同年12月起，担任党委副书记。2010年1月，他兼任浙江大学党委秘书长，并于2012年6月获得浙江大学政治经济学专业经济学博士学位。
2016年1月，任少波任浙江大学副校长，同年7月晋升为常务副校长（正厅级），其间于2018年9月至2019年1月在中央党校中青一班学习。2019年3月，任少波出任浙江大学党委书记。